# Zeno Saltini
Don Zeno Saltini (Fossoli, 30 agosto 1900 – Grosseto, 15 gennaio 1981) è stato un presbitero italiano, principalmente noto per aver fondato la comunità di Nomadelfia.

## Biografia

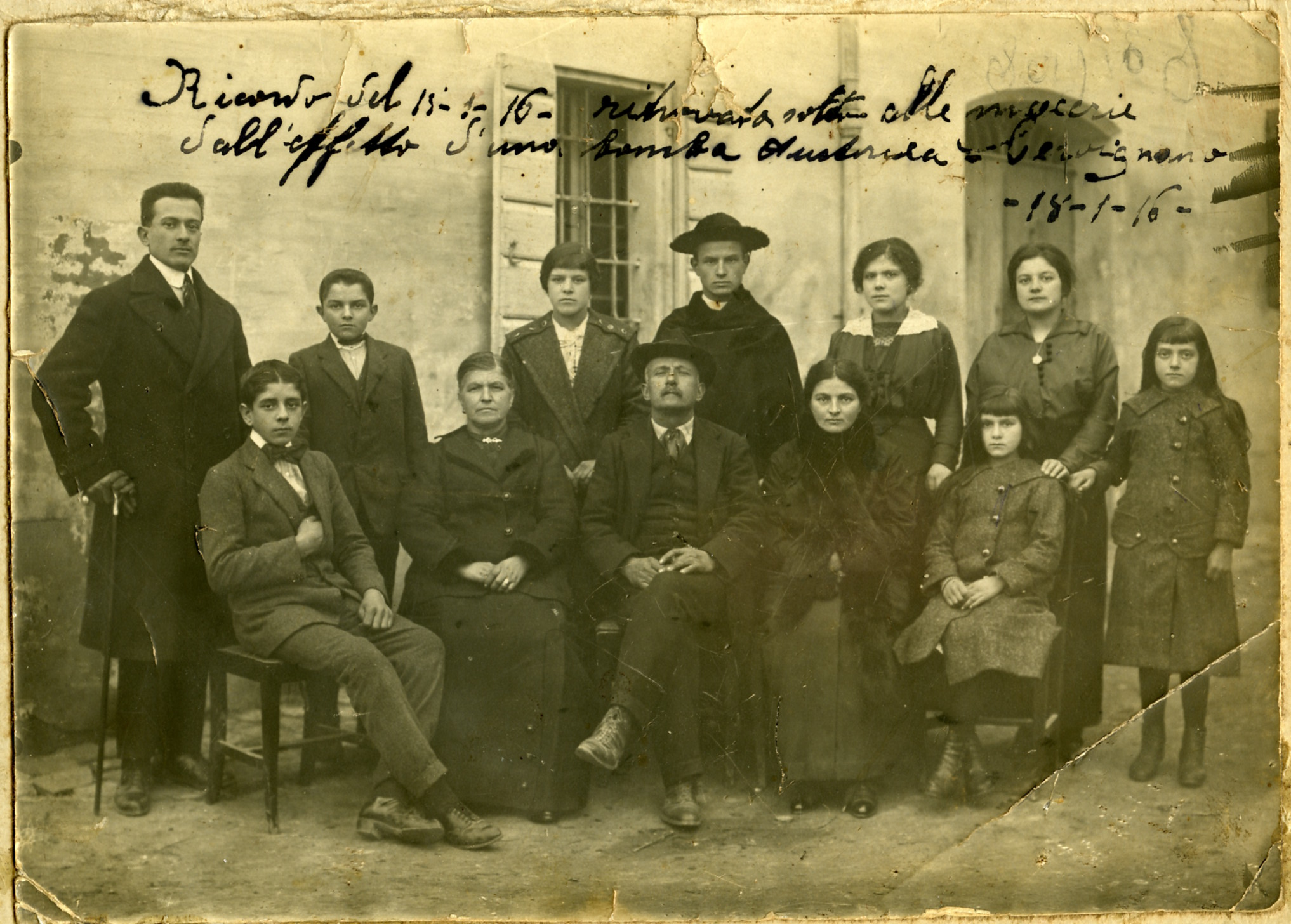
La famiglia Saltini nel 1916

Nono di dodici figli, nacque a Fossoli, una frazione agricola di Carpi, da una famiglia di agricoltori benestanti: altri tre dei suoi fratelli scelsero la vita religiosa, tra cui la sorella Marianna (nota anche come Mamma Nina).
A quattordici anni scelse di interrompere gli studi e iniziò a lavorare nell'azienda agricola di famiglia: ebbe così modo di entrare in contatto con la dura realtà dei braccianti, da cui imparò le teorie socialiste.
Chiamato alle armi nel 1917, conobbe la terribile realtà della guerra. Durante il servizio militare, si rese anche conto dell'importanza di una buona istruzione: ebbe a scontrarsi con un commilitone ateo, anarchico e istruito, che vedeva nel cristianesimo e nella Chiesa solo un ostacolo al progresso umano; avrebbe voluto obiettare che il problema stava nell'incoerenza dei fedeli, ma non ne fu capace.

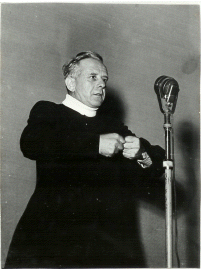
Don Zeno impegnato in un comizio

Intenzionato a diventare avvocato, si laureò in legge presso l'Università Cattolica di Milano. Compresa la sua vocazione al sacerdozio, compì anche gli studi teologici e filosofici al termine dei quali venne ordinato sacerdote dal vescovo Giovanni Pranzini.
Celebrò la sua prima messa nel duomo di Carpi il 6 gennaio 1931. Venne nominato vice parroco della chiesa di San Giacomo Roncole, frazione di Mirandola, dove fondò l'Opera dei Piccoli Apostoli, dedita all'accoglienza degli orfani di guerra e dei bambini abbandonati.

I Piccoli apostoli abbattono i reticolati dei campi

Nel 1947 occupò con i Piccoli Apostoli l'ex campo di concentramento di Fossoli: la comunità iniziò anche ad ammettere delle coppie di sposi disposti ad accogliere come figli i ragazzi senza famiglia. Il 14 febbraio 1948 venne approvato il testo di una Costituzione che verrà firmata sull'altare. L'Opera Piccoli Apostoli diventò così Nomadelfia (la fraternità è legge).
La comunità arrivò a superare i 1 000 membri. Nonostante il sostegno di tanti benefattori (tra i quali padre Turoldo), per mancanza di fondi Nomadelfia entrò finanziariamente in crisi: anche la cooperativa agricola fondata dai membri della comunità fallì.
Anche per questo, il 5 febbraio 1952 il Sant'Uffizio ordinò a don Zeno di lasciare Nomadelfia e di mettersi a disposizione del suo vescovo. I nomadelfi si rifugiarono a Grosseto, dove avevano ricevuto in dono una tenuta agricola dalla contessa Giovanna Albertoni Pirelli: nel 1953 il sacerdote, ottenuta da Pio XII la dimissione pro gratia dallo stato clericale, li raggiunse.
Nel 1962 la comunità venne eretta a parrocchia da Giovanni XXIII e a don Zeno venne permesso di riprendere l'esercizio del sacerdozio. Il 6 gennaio 1962 poté di nuovo celebrare la messa.

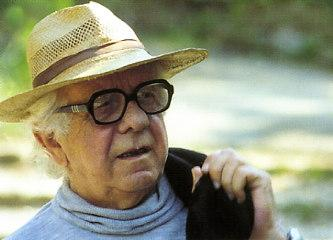
Don Zeno negli ultimi anni

Il 12 agosto 1980 venne ricevuto da papa Giovanni Paolo II a Castel Gandolfo con tutta la popolazione di Nomadelfia.
Morì il 15 gennaio 1981, colpito da un infarto.

## L'apertura del processo di beatificazione
La Conferenza Episcopale toscana nel marzo 2009 diede il suo assenso all'apertura del processo di canonizzazione di don Zeno Saltini, introdotto a partire dal 9 aprile 2009 dall'allora vescovo Franco Agostinelli della diocesi di Grosseto.

## Nella cultura
La Rai ha realizzato nel 2008 la miniserie televisiva Don Zeno - L'uomo di Nomadelfia, con protagonista Giulio Scarpati nel ruolo di don Zeno, andata in onda su Rai 1 in prima visione il 27 e il 28 maggio 2008 e poi in replica il 19 agosto 2012.
Il programma di approfondimento La Storia siamo noi di Rai 3 ha prodotto il documentario Don Zeno Saltini - Il prete ribelle.

## Opere
- Tra le zolle, San Giacomo Roncole, Tipografia dell'Opera piccoli apostoli, 1940, SBN MOD0128614.
- I due regni, 1941, SBN LIA0643109.
- Alle radici: meditazioni: pro manoscritto, 1944, SBN PBE0039925.
- La rivoluzione sociale di Gesù Cristo, San Giacomo Roncole (Mirandola), Opera Piccoli Apostoli, 1945, SBN CUB0573229.
- Nomadelfia, Roma, Tipografia Tumminelli, 1948, SBN CUB0573231.
- Dopo venti secoli, Siena, Tipografia San Giovanni, 1951, SBN CUB0247294.
- Non siamo d'accordo, Torino, De Silva, 1953, SBN RAV0208918.
- Introduzione alla pedagogia di Nomadelfia: pedagogia evangelica, 1955, SBN LO11110249.
- L'uomo è diverso, Grosseto, Edizioni Staia, 1955, SBN TO01993387.
- Memorie di don Zeno e di Nomadelfia, raccolte e presentate da Roberto Mazzetti, Parma, Guanda, 1956, SBN CUB0573230.
- Sete di giustizia, Grosseto, Tipografia di Nomadelfia, 1956, SBN PUV0966683.
- Nomadelfia è una proposta, grafica di Ivo Meldolesi, scuola fotografica di Nomadelfia, Grosseto, Edizioni di Nomadelfia, 1965, SBN TO00425710.
- Ai miei figli nomadelfi: lettera confidenziale: il mondo ha sete di voi, Nomadelfia, 1967, SBN UM10060888.
- L'unione tra la chiesa e il nuovo popolo dei nomadelfi: pro manoscritto, 1970, SBN UBO3690006.
- Religiosità individuale familiare sociale e politica dei Nomadelfi, 1971, SBN MOD1413575.
- Dirottiamo la storia del rapporto umano, 1974, SBN PUV0696967.
- Amici di Nomadelfia (a cura di), Discorso di don Zeno sulla cultura: tenuto a Nomadelfia nel febbraio 1951 a chiusura del Congresso annuale dei cittadini, Grosseto, Nomadelfia, 1980, SBN LO11596253.
- Gianni Ciceri e Edmea Gazzi (a cura di), Zeno: un'intervista, una vita: don Zeno Saltini racconta la sua vita e quella di Nomadelfia, Firenze, Libreria editrice fiorentina, 1986, SBN CFI0042505.
- Dimidia hora, 1989, SBN TO00931225.
- Lettere di una vita, Bologna, Edizioni Dehoniane, 1998, SBN UBO0318594.

## Filmografia
- 2008 - Don Zeno - L'uomo di Nomadelfia - Rai Uno - Miniserie TV in due puntate trasmesse in prima serata; don Zeno è stato interpretato dall'attore Giulio Scarpati